# اچ‌دی ۸۵۳۹۰
اچ‌دی ۸۵۳۹۰ یک ستاره است که در صورت فلکی بادبان قرار دارد.